# Danbury (Connecticut)
Danbury és una ciutat dels Estats Units a l'estat de Connecticut. Segons el cens del 2005 tenia 78.736 habitants.

## Demografia
Segons el cens del 2000, Danbury tenia 74.848 habitants, 27.183 habitatges, i 17.886 famílies. La densitat de població era de 686,3 habitants per km².
Dels 27.183 habitatges en un 30,3% hi vivien nens de menys de 18 anys, en un 51,1% hi vivien parelles casades, en un 10,5% dones solteres, i en un 34,2% no eren unitats familiars. En el 26,2% dels habitatges hi vivien persones soles el 8,5% de les quals corresponia a persones de 65 anys o més que vivien soles. El nombre mitjà de persones vivint en cada habitatge era de 2,64 i el nombre mitjà de persones que vivien en cada família era de 3,18.
Per edats la població es repartia de la següent manera: un 21,7% tenia menys de 18 anys, un 10,2% entre 18 i 24, un 35,4% entre 25 i 44, un 21,7% de 45 a 60 i un 11% 65 anys o més.
L'edat mediana era de 35 anys. Per cada 100 dones de 18 o més anys hi havia 94,3 homes.
La renda mediana per habitatge era de 53.664 $ i la renda mediana per família de 61.899 $. Els homes tenien una renda mediana de 39.016 $ mentre que les dones 31.319 $. La renda per capita de la població era de 24.500 $. Aproximadament el 5,9% de les famílies i el 8% de la població estaven per davall del llindar de pobresa.

## Persones il·lustres
- Charles Ives (1874 - 1954) compositor

## Poblacions més properes
El següent diagrama mostra les poblacions més properes.